# Kính hiển vi kỹ thuật số

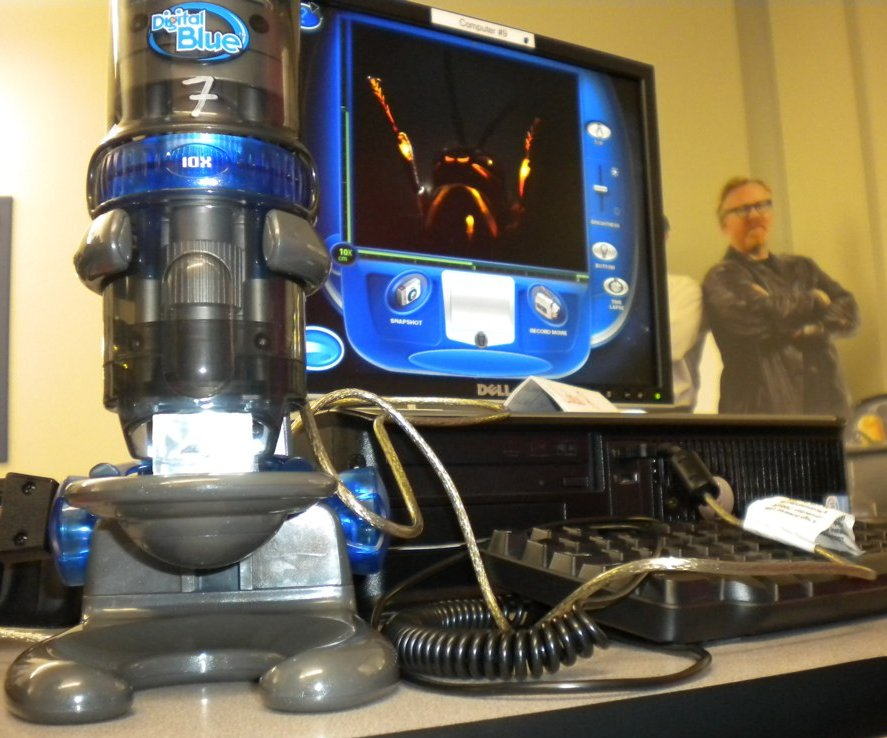
Một loài côn trùng được quan sát với một kính hiển vi kỹ thuật số.

Kính hiển vi kỹ thuật số là một biến thể của một kính hiển vi quang học truyền thống có sử dụng quang học và [[Thiết bị tích điện kép (CCD) máy ảnh để sản xuất một hình ảnh kỹ thuật số cho một màn hình, đôi khi bằng phương tiện của phần mềm đang chạy trên một máy tính. Một kính hiển vi kỹ thuật số khác nhau từ một kính hiển vi quang học trong đó không có quy định để quan sát mẫu trực tiếp thông qua một thị kính. Kể từ khi hình ảnh quang học dự trực tiếp trên máy ảnh CCD, toàn bộ hệ thống được thiết kế hình ảnh màn hình. Quang học cho mắt của con người được bỏ qua.
Kính hiển vi kỹ thuật số là một thuật ngữ thường được sử dụng cho kính hiển vi giá thấp thương mại được thiết kế để sử dụng với một máy tính. Mặc dù thuật ngữ này cũng có thể được sử dụng cho các hệ thống tiên tiến mà không yêu cầu một máy tính riêng biệt và có thể chi phí hàng chục ngàn đô la. Các kính hiển vi thương mại giá thấp bình thường bỏ qua quang học để chiếu sáng (ví dụ như Köhler chiếu sáng và giai đoạn Ngược chiếu sáng) và hơn giống như các webcam với một ống kính macro. Đối với thông tin về kính hiển vi quang học với một máy ảnh kỹ thuật số trong nghiên cứu và phát triển nhìn thấy kính hiển vi quang học.

## Lịch sử
Một kính hiển vi đầu kỹ thuật số đã được thực hiện bởi một công ty ống kính Tokyo, Nhật Bản vào năm 1986, mà bây giờ được gọi là Hirox Co. Ltd. Nó bao gồm một hộp điều khiển và ống kính một kết nối với máy tính. Các kết nối ban đầu vào máy tính tương tự thông qua một kết nối S-video. Theo thời gian kết nối đã được thay đổi để Firewire 800 để xử lý số lượng lớn các thông tin kỹ thuật số từ máy ảnh kỹ thuật số. Tuy nhiên, một số phiên bản tiên tiến hiện nay của họ là tất cả-trong-một và không yêu cầu một máy tính. Những phiên bản khác của kính hiển vi kỹ thuật số sau này được phát triển bởi Keyence Corp và Leica Microsystems. Phát minh ra USB cổng kết quả trong vô số các kính hiển vi USB khác nhau, chất lượng và độ phóng đại. Họ tiếp tục giảm trong giá cả, đặc biệt là so với kính hiển vi quang học thông thường.

## Kính hiển vi quang học và kỹ thuật số
Một sự khác biệt chính giữa một kính hiển vi quang học và kính hiển vi kỹ thuật số là phóng đại. Với kính hiển vi quang học phóng đại được tìm thấy bằng cách nhân độ phóng đại ống kính phóng đại thị kính. Kể từ khi kính hiển vi kỹ thuật số không có một thị kính, độ phóng đại không thể được tìm thấy bằng cách sử dụng phương pháp này. Thay vào đó, độ phóng đại cho một kính hiển vi kỹ thuật số được tìm thấy bao nhiêu lần lớn hơn mẫu là sao chép lại trên màn hình. Do đó, độ phóng đại sẽ phụ thuộc vào kích thước của màn hình. Trung bình hệ thống kính hiển vi kỹ thuật số có màn hình 15 ", sẽ cho kết quả trong một sự khác biệt trung bình ở độ phóng đại giữa một kính hiển vi quang học và kính hiển vi kỹ thuật số của khoảng 60%. Do đó, số phóng đại của kính hiển vi quang học thường là 60% lớn hơn số phóng đại của một kính hiển vi kỹ thuật số Bản mẫu:Chú thích cần thiết.
Vì kính hiển vi kỹ thuật số có hình ảnh được chiếu trực tiếp trên máy ảnh CCD, nó có thể đã ghi lại hình ảnh chất lượng cao hơn so với một kính hiển vi quang học. Với kính hiển vi quang học, ống kính quang học của mắt. Gắn một camera CCD với một kính hiển vi quang học sẽ cho kết quả trong một hình ảnh có thỏa hiệp thực hiện cho thị kính. Mặc dù hình ảnh màn hình và hình ảnh ghi lại có thể có chất lượng cao hơn với kính hiển vi kỹ thuật số, ứng dụng cho kính hiển vi có thể ra lệnh mà kính hiển vi được ưa thích Bản mẫu:Chú thích cần thiết.

## Độ phân giải
Với một CCD 2 megapixel điển hình, hình ảnh 1600 × 1200 pixel được tạo ra. Độ phân giải của hình ảnh phụ thuộc vào trường quan sát của ống kính được sử dụng với máy ảnh. Độ phân giải điểm ảnh gần đúng có thể được xác định bằng cách chia trường quan sát (FOV) ngang cho 1600.
Độ phân giải tăng lên có thể được thực hiện bằng cách tạo ra một hình ảnh có điểm ảnh phụ. Phương pháp dịch chuyển điểm ảnh sử dụng một actuator di chuyển CCD để có nhiều hình ảnh chồng chéo. Bằng cách kết hợp các hình ảnh trong kính hiển vi, độ phân giải điểm ảnh phụ có thể được tạo ra. Phương pháp này cung cấp thông tin điểm ảnh phụ, trung bình một hình ảnh tiêu chuẩn cũng là một phương pháp đã được chứng minh để cung cấp thông tin điểm ảnh phụ.

## Đo lường 2D
Hầu hết các hệ thống kính hiển vi kỹ thuật số cao có khả năng để đo các mẫu trong 2D. Các phép đo được thực hiện trên màn hình bằng cách đo khoảng cách từ điểm ảnh cho điểm ảnh. Điều này cho phép chiều dài, chiều rộng, đường chéo, và đo vòng tròn cũng như nhiều hơn nữa. Một số hệ thống thậm chí còn có khả năng đếm hạt.

## Đo lường 3D
Đo lường 3D đạt được với một kính hiển vi kỹ thuật số bằng cách sắp xếp hình ảnh. Sử dụng một động cơ bước, hệ thống hình ảnh từ các mặt phẳng tiêu cự thấp nhất trong lĩnh vực xem mặt phẳng tiêu cự cao nhất. Sau đó, nó tái cấu trúc luận hình ảnh vào một mô hình 3D dựa trên độ tương phản để cho một hình ảnh màu sắc 3D của mẫu. Từ những phép đo mô hình 3D có thể được thực hiện, nhưng độ chính xác của họ được dựa trên động cơ bước và chiều sâu của lĩnh vực của ống kính.

## Lát 2D và 3D
Ốp lát 2D và 3D, cũng được gọi là khâu hoặc tạo ra một toàn cảnh, bây giờ có thể được thực hiện với các hệ thống kính hiển vi kỹ thuật số tiên tiến hơn. Trong 2D ốp lát hình ảnh tự động lát gạch với nhau liền mạch trong thời gian thực bằng cách di chuyển các giai đoạn XY. ốp lát 3D kết hợp phong trào giai đoạn XY ốp lát 2D với phong trào Z-trục đo 3D để tạo ra một toàn cảnh 3D.

## Các loại
Kính hiển vi kỹ thuật số bao gồm từ các đơn vị không tốn kém chi phí từ có lẽ là 20 USD kết nối với một máy tính thông qua kết nối USB, cho các đơn vị chi phí hàng chục ngàn đô la. Những hệ thống kính hiển vi kỹ thuật số tiên tiến thường được khép kín, và không yêu cầu một máy tính. Bản mẫu:Chú thích cần thiết
Hầu hết các kính hiển vi rẻ hơn mà kết nối qua cổng USB không có đứng, hoặc đứng một đơn giản với clampable chung. Họ về cơ bản rất đơn giản webcam s với ống kính nhỏ và cảm biến, và có thể được sử dụng để xem các đối tượng không phải là rất gần với ống kính máy móc sắp xếp để cho phép tập trung ở những khoảng cách rất gần. Độ phóng đại là thường tuyên bố được người dùng điều chỉnh từ 10 × 200-400 × Bản mẫu:Chú thích cần thiết.
Thiết bị kết nối với một máy tính yêu cầu phần mềm để hoạt động. Hoạt động cơ bản bao gồm xem hình ảnh kính hiển vi và ghi âm "ảnh chụp nhanh". Chức năng tiên tiến hơn, có thể ngay cả với các thiết bị đơn giản, bao gồm ghi lại hình ảnh chuyển động, thời gian trôi đi chụp ảnh, đo lường, tăng cường hình ảnh, chú thích, vv Nhiều người trong số các đơn vị đơn giản kết nối với một cơ sở máy tính sử dụng hệ thống tiêu chuẩn hoạt động, và không yêu cầu trình điều khiển thiết bị-cụ thể. Một hệ quả của việc này là kính hiển vi khác nhau nhiều gói phần mềm có thể được sử dụng thay thế cho nhau với kính hiển vi khác nhau, mặc dù phần mềm như vậy có thể không hỗ trợ tính năng độc đáo để các thiết bị tiên tiến hơn. Cơ bản hoạt động có thể được có thể với phần mềm bao gồm như là một phần của các hệ điều hành máy tính trong Windows XP, hình ảnh từ kính hiển vi mà không yêu cầu trình điều khiển đặc biệt có thể được xem và ghi lại từ "Máy quét và Máy ảnh" trong kiểm soát bảng điều khiển Bản mẫu:Chú thích cần thiết.
Các đơn vị nâng cao hơn kính hiển vi kỹ thuật số đã là viết tắt của kính hiển vi và cho phép nó được rót lên và xuống, tương tự như kính hiển vi tiêu chuẩn quang học. Hiệu chỉnh chuyển động trong cả ba chiều có thể có sẵn. Nghị quyết, chất lượng hình ảnh, và phạm vi hoạt động khác nhau với giá cả. Độ phân giải không gian thực sự có thể được tăng thêm công nghệ thay đổi điểm ảnh. Các đơn vị tốt hơn có cảm biến lớn hơn, cảm biến có thể được làm lạnh để giảm nhiễu quang học. Hệ thống với một số megapixel thấp hơn có một tỷ lệ khung hình cao hơn (30fps) và xử lý nhanh hơn. Xử lý nhanh hơn có thể được nhìn thấy khi sử dụng các chức năng như HDR (cao dải động). Ngoài kính hiển vi có mục đích chung, dụng cụ chuyên cho các ứng dụng cụ thể được sản xuất. Các đơn vị này có thể có một phạm vi phóng đại lên 0-7000x, thường được tất cả-trong-một (không yêu cầu một máy tính), và có thể được cầm tay. Họ cũng khác với giá rẻ hơn kính hiển vi USB không chỉ chất lượng của hình ảnh nhưng chất lượng xây dựng của hệ thống cho các loại hệ thống một cuộc đời dài hơn , tháng 4 năm 2011 {{Chú thích}}: |title= trống hay bị thiếu (trợ giúp).